# Куритиба
Куритиба (порт. Curitiba) град је у Бразилу и главни град државе Парана. Удаљен је око 90 километара од Атлантског океана. Према процени из 2007. у граду је живело 1.797.408 становника. Популација града је износила 1.948.626 према подацима из 2020. године, што га чини осмим најнасељенијим градом у Бразилу и највећим у Јужном Региону Бразила. Метрополитанско подручје Куритибе се састоји од 26 општина са укупним становништвом од преко 3,2 милиона (процена  из 2010. године), што га чини седмим најнасељенијим градским подручјем у земљи.
Град се налази на висоравни на 932 m надморске висине. Он се налази се западно од луке Паранагва и опслужују га међународни аеродроми Афонсо Пена и Бакачери. Куритиба је важно културно, политичко и економско средиште у Латинској Америци и домаћин је Савезног универзитета у Парани, основаног 1912.
У 17. веку повољна локација Куритибе између сточарских села и тржница довела је до успешне трговине стоком и првог великог ширења града. Касније, између 1850. и 1950. године, порастао је због сече шума и пољопривредне експанзије у држави Парана (прво сече Araucaria angustifolia, касније узгој мате и кафе, а 1970-их узгоја пшенице, кукуруза и соје). Током 1850-их у Куритибу су пристизали таласи европских имиграната, углавном Немаца, Италијана, Пољака и Украјинаца, доприносећи економском и културном развоју града. Данас стиже само мали број имиграната, првенствено из Блиског истока и других јужноамеричких земаља.
Највећа експанзија Куритибе догодила се након 1960-их, са иновативним урбанистичким планирањем које је омогућило да се број становника повећа са неколико стотина хиљада на више од милион људи. Привреда Куритибе заснована је на индустрији и услугама, и четврта је по величини у Бразилу. Економски раст се догодио паралелно са значајним приливом Бразилаца из других делова земље, пошто приближно половина градског становништва није рођена у Куритиби.
Куритиба је један од ретких бразилских градова са веома високим индексом хуманог развоја (0,856), а 2010. године додељена му је награда Глобално одрживог града, која се додељује градовима и општинама који се истичу у одрживом урбаном развоју. Према америчком часопису Ридерс дајџест, Куритиба је најбољи „бразилски велики град“ за живот. Према бразилским стандардима, стопа криминала у Куритиби се сматра ниском, а град се сматра једним од најбезбеднијих градова у Бразилу за младе. Град се такође сматра најбољим за улагање у Бразил. Куритиба је био један од градова домаћина Светског првенства у фудбалу 1950. године, а затим и Светског првенства у фудбалу 2014. године. Упркос добрим социјалним показатељима, град има већу стопу незапослености од осталих градова у држави.

## Географија

### Клима
| Клима Куритибе (центар града), елевација: 923,5 , 1981–2010 нормали, екстреми 1885–садашњост | Клима Куритибе (центар града), елевација: 923,5 , 1981–2010 нормали, екстреми 1885–садашњост | Клима Куритибе (центар града), елевација: 923,5 , 1981–2010 нормали, екстреми 1885–садашњост | Клима Куритибе (центар града), елевација: 923,5 , 1981–2010 нормали, екстреми 1885–садашњост | Клима Куритибе (центар града), елевација: 923,5 , 1981–2010 нормали, екстреми 1885–садашњост | Клима Куритибе (центар града), елевација: 923,5 , 1981–2010 нормали, екстреми 1885–садашњост | Клима Куритибе (центар града), елевација: 923,5 , 1981–2010 нормали, екстреми 1885–садашњост | Клима Куритибе (центар града), елевација: 923,5 , 1981–2010 нормали, екстреми 1885–садашњост | Клима Куритибе (центар града), елевација: 923,5 , 1981–2010 нормали, екстреми 1885–садашњост | Клима Куритибе (центар града), елевација: 923,5 , 1981–2010 нормали, екстреми 1885–садашњост | Клима Куритибе (центар града), елевација: 923,5 , 1981–2010 нормали, екстреми 1885–садашњост | Клима Куритибе (центар града), елевација: 923,5 , 1981–2010 нормали, екстреми 1885–садашњост | Клима Куритибе (центар града), елевација: 923,5 , 1981–2010 нормали, екстреми 1885–садашњост | Клима Куритибе (центар града), елевација: 923,5 , 1981–2010 нормали, екстреми 1885–садашњост |
| Показатељ \ Месец                                                                            | .Јан.                                                                                        | .Феб.                                                                                        | .Мар.                                                                                        | .Апр.                                                                                        | .Мај.                                                                                        | .Јун.                                                                                        | .Јул.                                                                                        | .Авг.                                                                                        | .Сеп.                                                                                        | .Окт.                                                                                        | .Нов.                                                                                        | .Дец.                                                                                        | .Год.                                                                                        |
| -------------------------------------------------------------------------------------------- | -------------------------------------------------------------------------------------------- | -------------------------------------------------------------------------------------------- | -------------------------------------------------------------------------------------------- | -------------------------------------------------------------------------------------------- | -------------------------------------------------------------------------------------------- | -------------------------------------------------------------------------------------------- | -------------------------------------------------------------------------------------------- | -------------------------------------------------------------------------------------------- | -------------------------------------------------------------------------------------------- | -------------------------------------------------------------------------------------------- | -------------------------------------------------------------------------------------------- | -------------------------------------------------------------------------------------------- | -------------------------------------------------------------------------------------------- |
| Апсолутни максимум, °C (°F)                                                                  | 34,3 (93,7)                                                                                  | 34,8 (94,6)                                                                                  | 33,9 (93)                                                                                    | 32,6 (90,7)                                                                                  | 29,4 (84,9)                                                                                  | 28,2 (82,8)                                                                                  | 28,2 (82,8)                                                                                  | 31,6 (88,9)                                                                                  | 33,7 (92,7)                                                                                  | 35,5 (95,9)                                                                                  | 35,2 (95,4)                                                                                  | 33,6 (92,5)                                                                                  | 35,5 (95,9)                                                                                  |
| Максимум, °C (°F)                                                                            | 26,8 (80,2)                                                                                  | 26,8 (80,2)                                                                                  | 26,0 (78,8)                                                                                  | 24,0 (75,2)                                                                                  | 20,8 (69,4)                                                                                  | 20,1 (68,2)                                                                                  | 19,7 (67,5)                                                                                  | 21,5 (70,7)                                                                                  | 21,4 (70,5)                                                                                  | 23,1 (73,6)                                                                                  | 25,0 (77)                                                                                    | 26,2 (79,2)                                                                                  | 23,5 (74,3)                                                                                  |
| Просек, °C (°F)                                                                              | 20,9 (69,6)                                                                                  | 21,0 (69,8)                                                                                  | 20,1 (68,2)                                                                                  | 18,3 (64,9)                                                                                  | 15,1 (59,2)                                                                                  | 13,9 (57)                                                                                    | 13,5 (56,3)                                                                                  | 14,6 (58,3)                                                                                  | 15,3 (59,5)                                                                                  | 17,1 (62,8)                                                                                  | 18,9 (66)                                                                                    | 20,2 (68,4)                                                                                  | 17,4 (63,3)                                                                                  |
| Минимум, °C (°F)                                                                             | 17,2 (63)                                                                                    | 17,4 (63,3)                                                                                  | 16,5 (61,7)                                                                                  | 14,6 (58,3)                                                                                  | 11,2 (52,2)                                                                                  | 9,7 (49,5)                                                                                   | 9,0 (48,2)                                                                                   | 9,6 (49,3)                                                                                   | 11,1 (52)                                                                                    | 13,2 (55,8)                                                                                  | 14,9 (58,8)                                                                                  | 16,2 (61,2)                                                                                  | 13,4 (56,1)                                                                                  |
| Апсолутни минимум, °C (°F)                                                                   | 8,2 (46,8)                                                                                   | 6,8 (44,2)                                                                                   | 3,9 (39)                                                                                     | −4,0 (24,8)                                                                                  | −2,3 (27,9)                                                                                  | −4,0 (24,8)                                                                                  | −5,2 (22,6)                                                                                  | −5,2 (22,6)                                                                                  | −5,4 (22,3)                                                                                  | −1,5 (29,3)                                                                                  | −0,9 (30,4)                                                                                  | 3,6 (38,5)                                                                                   | −5,4 (22,3)                                                                                  |
| Количина падавина, mm (in)                                                                   | 218,3 (8,594)                                                                                | 166,2 (6,543)                                                                                | 147,0 (5,787)                                                                                | 95,7 (3,768)                                                                                 | 113,5 (4,469)                                                                                | 94,1 (3,705)                                                                                 | 108,3 (4,264)                                                                                | 74,0 (2,913)                                                                                 | 141,4 (5,567)                                                                                | 138,7 (5,461)                                                                                | 124,4 (4,898)                                                                                | 154,2 (6,071)                                                                                | 1.575,8 (62,039)                                                                             |
| Дани са падавинама (≥ 1.0 mm)                                                                | 15                                                                                           | 13                                                                                           | 11                                                                                           | 8                                                                                            | 8                                                                                            | 7                                                                                            | 7                                                                                            | 6                                                                                            | 9                                                                                            | 11                                                                                           | 10                                                                                           | 12                                                                                           | 117                                                                                          |
| Релативна влажност, %                                                                        | 81,2                                                                                         | 81,3                                                                                         | 82,2                                                                                         | 82,5                                                                                         | 83,4                                                                                         | 82,3                                                                                         | 80,4                                                                                         | 77,1                                                                                         | 80,8                                                                                         | 81,7                                                                                         | 79,2                                                                                         | 79,6                                                                                         | 81,0                                                                                         |
| Сунчани сати — месечни просек                                                                | 160,5                                                                                        | 151,3                                                                                        | 163,1                                                                                        | 155,5                                                                                        | 148,8                                                                                        | 141,3                                                                                        | 162,1                                                                                        | 173,0                                                                                        | 124,3                                                                                        | 136,7                                                                                        | 163,5                                                                                        | 164,7                                                                                        | 1.844,8                                                                                      |
| UV индекс                                                                                    | 12                                                                                           | 12                                                                                           | 12                                                                                           | 9                                                                                            | 6                                                                                            | 5                                                                                            | 5                                                                                            | 7                                                                                            | 9                                                                                            | 11                                                                                           | 12                                                                                           | 12                                                                                           | 9,3                                                                                          |
| Извор: INMET, Meteo Climat (record highs and lows) and Weather Atlas (UV index)              |                                                                                              |                                                                                              |                                                                                              |                                                                                              |                                                                                              |                                                                                              |                                                                                              |                                                                                              |                                                                                              |                                                                                              |                                                                                              |                                                                                              |                                                                                              |

| Клима Коритабе (Грађански центар ), елевација: 924 , 1961–1990 нормалие | Клима Коритабе (Грађански центар ), елевација: 924 , 1961–1990 нормалие | Клима Коритабе (Грађански центар ), елевација: 924 , 1961–1990 нормалие | Клима Коритабе (Грађански центар ), елевација: 924 , 1961–1990 нормалие | Клима Коритабе (Грађански центар ), елевација: 924 , 1961–1990 нормалие | Клима Коритабе (Грађански центар ), елевација: 924 , 1961–1990 нормалие | Клима Коритабе (Грађански центар ), елевација: 924 , 1961–1990 нормалие | Клима Коритабе (Грађански центар ), елевација: 924 , 1961–1990 нормалие | Клима Коритабе (Грађански центар ), елевација: 924 , 1961–1990 нормалие | Клима Коритабе (Грађански центар ), елевација: 924 , 1961–1990 нормалие | Клима Коритабе (Грађански центар ), елевација: 924 , 1961–1990 нормалие | Клима Коритабе (Грађански центар ), елевација: 924 , 1961–1990 нормалие | Клима Коритабе (Грађански центар ), елевација: 924 , 1961–1990 нормалие | Клима Коритабе (Грађански центар ), елевација: 924 , 1961–1990 нормалие |
| Показатељ \ Месец                                                       | .Јан.                                                                   | .Феб.                                                                   | .Мар.                                                                   | .Апр.                                                                   | .Мај.                                                                   | .Јун.                                                                   | .Јул.                                                                   | .Авг.                                                                   | .Сеп.                                                                   | .Окт.                                                                   | .Нов.                                                                   | .Дец.                                                                   | .Год.                                                                   |
| ----------------------------------------------------------------------- | ----------------------------------------------------------------------- | ----------------------------------------------------------------------- | ----------------------------------------------------------------------- | ----------------------------------------------------------------------- | ----------------------------------------------------------------------- | ----------------------------------------------------------------------- | ----------------------------------------------------------------------- | ----------------------------------------------------------------------- | ----------------------------------------------------------------------- | ----------------------------------------------------------------------- | ----------------------------------------------------------------------- | ----------------------------------------------------------------------- | ----------------------------------------------------------------------- |
| Максимум, °C (°F)                                                       | 25,6 (78,1)                                                             | 25,8 (78,4)                                                             | 24,9 (76,8)                                                             | 22,3 (72,1)                                                             | 21,1 (70)                                                               | 18,3 (64,9)                                                             | 19,4 (66,9)                                                             | 20,9 (69,6)                                                             | 21,3 (70,3)                                                             | 22,6 (72,7)                                                             | 24,5 (76,1)                                                             | 25,4 (77,7)                                                             | 22,68 (72,8)                                                            |
| Просек, °C (°F)                                                         | 19,6 (67,3)                                                             | 19,9 (67,8)                                                             | 19,0 (66,2)                                                             | 16,7 (62,1)                                                             | 14,6 (58,3)                                                             | 12,2 (54)                                                               | 12,8 (55)                                                               | 14,0 (57,2)                                                             | 15,0 (59)                                                               | 16,5 (61,7)                                                             | 18,2 (64,8)                                                             | 19,3 (66,7)                                                             | 16,48 (61,68)                                                           |
| Минимум, °C (°F)                                                        | 15,8 (60,4)                                                             | 16,3 (61,3)                                                             | 15,4 (59,7)                                                             | 12,8 (55)                                                               | 10,2 (50,4)                                                             | 7,8 (46)                                                                | 8,1 (46,6)                                                              | 9,2 (48,6)                                                              | 10,8 (51,4)                                                             | 12,5 (54,5)                                                             | 14,0 (57,2)                                                             | 15,4 (59,7)                                                             | 12,36 (54,23)                                                           |
| Количина падавина, mm (in)                                              | 165,0 (6,496)                                                           | 142,1 (5,594)                                                           | 126,6 (4,984)                                                           | 90,0 (3,543)                                                            | 99,2 (3,906)                                                            | 98,1 (3,862)                                                            | 89,0 (3,504)                                                            | 74,5 (2,933)                                                            | 115,4 (4,543)                                                           | 134,2 (5,283)                                                           | 123,8 (4,874)                                                           | 150,1 (5,909)                                                           | 1,408 (55,431)                                                          |
| Релативна влажност, %                                                   | 79,0                                                                    | 80,0                                                                    | 80,0                                                                    | 79,0                                                                    | 82,0                                                                    | 76,0                                                                    | 81,0                                                                    | 79,0                                                                    | 82,0                                                                    | 82,0                                                                    | 80,0                                                                    | 82,0                                                                    | 80,2                                                                    |
| Сунчани сати — месечни просек                                           | 159,8                                                                   | 135,0                                                                   | 142,0                                                                   | 137,2                                                                   | 152,2                                                                   | 129,7                                                                   | 147,6                                                                   | 148,3                                                                   | 122,1                                                                   | 137,2                                                                   | 152,2                                                                   | 150,9                                                                   | 1.714,2                                                                 |
| Извор: NOAA                                                             |                                                                         |                                                                         |                                                                         |                                                                         |                                                                         |                                                                         |                                                                         |                                                                         |                                                                         |                                                                         |                                                                         |                                                                         |                                                                         |

## Становништво
Према процени из 2007. у граду је живело 1.797.408 становника.
| 1991.     | 2000.     |
| --------- | --------- |
| 1.315,035 | 1.587,315 |

## Партнерски градови
- Химеџи
- Акирејри
- Асунсион
- Баија Бланка
- Коимбра
- Кордоба
- Краков
- Дурбан
- Гвадалахара
- Хангџоу
- Џексонвил
- Монтевидео
- Лион[21]
- Санта Круз де ла Сијера
- Орландо
- Гебеха
- Сувон
- Тревизо
- Копенхаген
- Санто Доминго